# Le Chêne et le Roseau
Pour le téléfilm, voir Les Roseaux sauvages#Genèse et scénario.
Le Chêne et le Roseau est la vingt-deuxième et dernière fable du livre I de Jean de La Fontaine situé dans le premier recueil des Fables de La Fontaine, édité pour la première fois en 1668.

## Texte
[Ésope]
Le chêne un jour dit au roseau :

« Vous avez bien sujet d'accuser la nature ;

Un roitelet pour vous est un pesant fardeau.

Le moindre vent qui d'aventure

Fait rider la face de l'eau

Vous oblige à baisser la tête :

Cependant que mon front, au Caucase pareil,

Non content d'arrêter les rayons du soleil,

Brave l'effort de la tempête.

Tout vous est Aquilon, tout me semble Zéphyr.

Encor si vous naissiez à l'abri du feuillage

Dont je couvre le voisinage,

Vous n'auriez pas tant à souffrir :

Je vous défendrais de l'orage.

Mais vous naissez le plus souvent

Sur les humides bords des royaumes du vent.

La nature envers vous me semble bien injuste.

— Votre compassion, lui répondit l'arbuste,

Part d'un bon naturel ; mais quittez ce souci.

Les vents me sont moins qu'à vous redoutables.

Je plie, et ne romps pas. Vous avez jusqu'ici

Contre leurs coups épouvantables

Résisté sans courber le dos ;

Mais attendons la fin. » Comme il disait ces mots,

Du bout de l'horizon accourt avec furie

Le plus terrible des enfants

Que le Nord eût portés jusque-là dans ses flancs.

L'arbre tient bon ; le roseau plie.

Le vent redouble ses efforts,

Et fait si bien qu'il déracine

Celui de qui la tête au ciel était voisine,

Et dont les pieds touchaient à l'empire des morts.
— Jean de La Fontaine, Fables de La Fontaine, Le Chêne et le Roseau

## Mise en musique
- Le Chène et le Roseau de Pauline Viardot (1843)
- Le Chène et le Roseau, poème symphonique de Camille Chevillard (1890)
- Le Chène et le Roseau de Serge Reggiani
- Chêne et Roseau de Les Cowboys fringants (2008)

## Illustrations

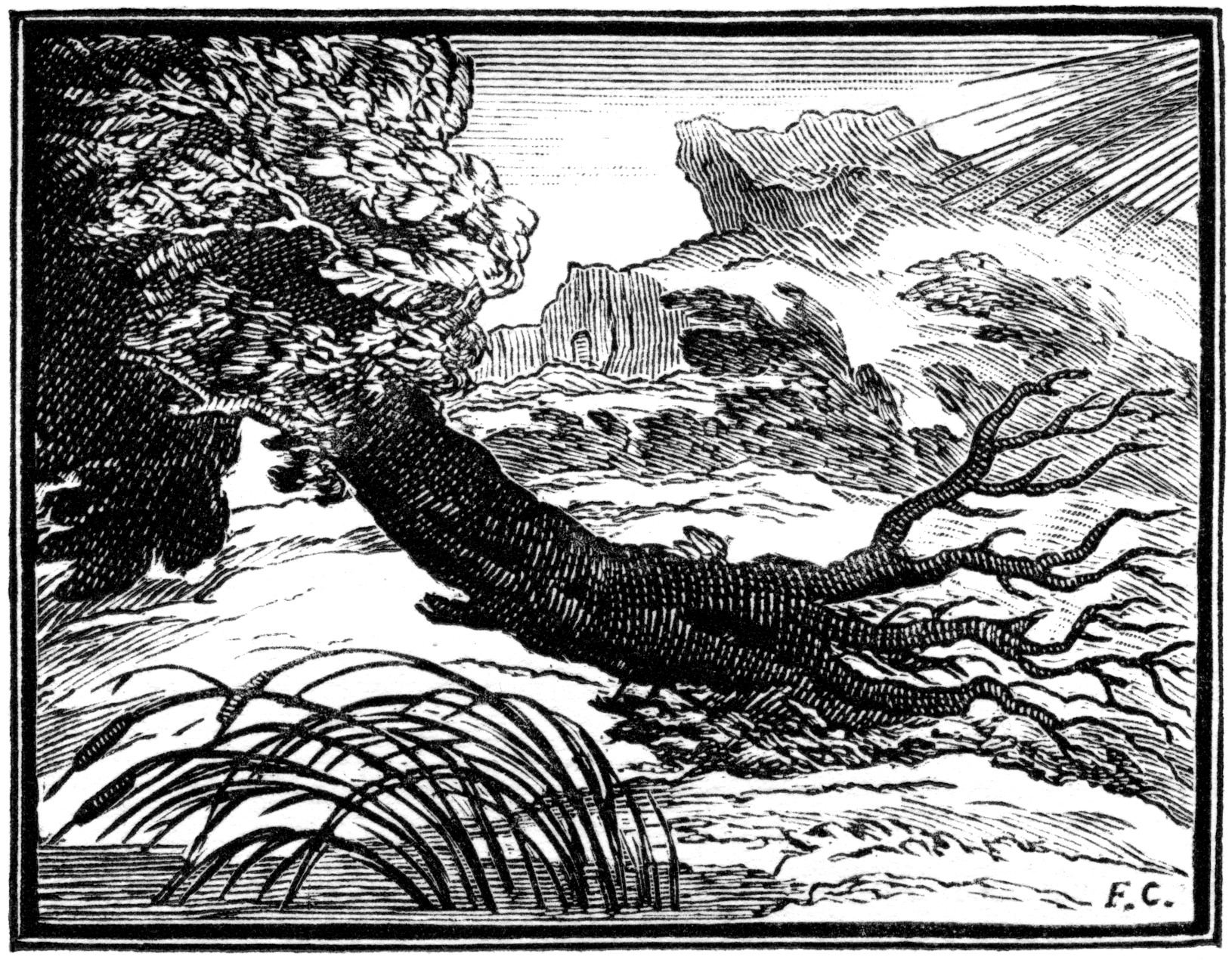
Illustration du XVIIe siècle représentant le chêne déraciné par le vent contrairement au roseau qui « plie et ne rompt pas ».
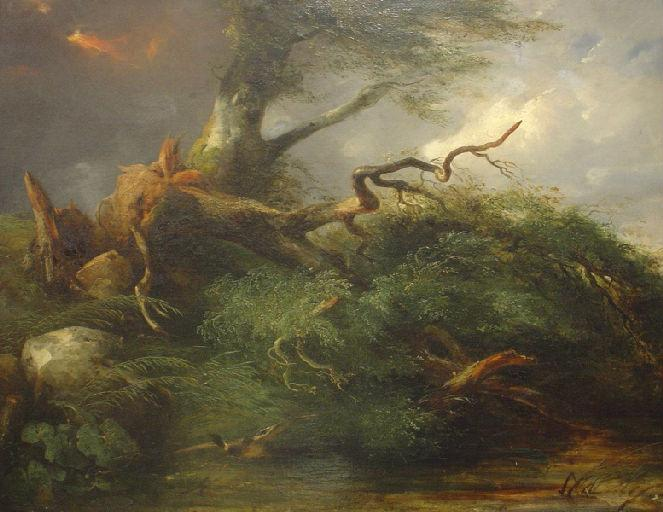
Peinture, huile sur toile de Jules Coignet (1831).
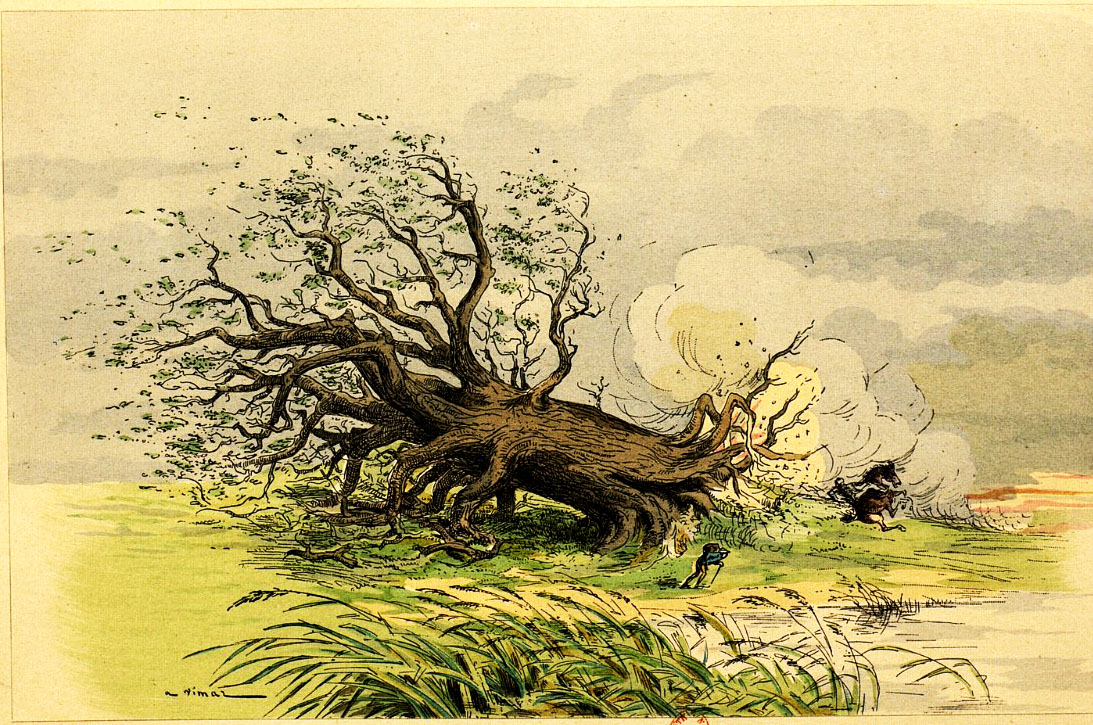
Illustration d'Auguste Vimar (1897).
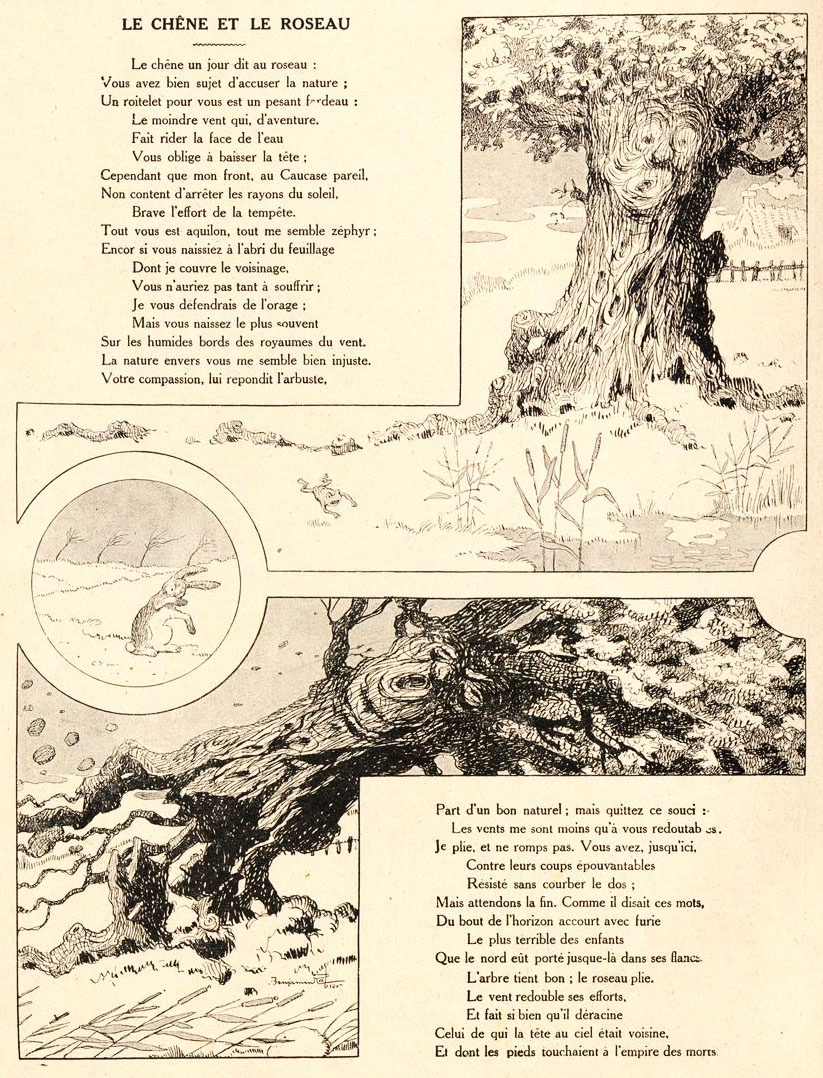
Illustration de Benjamin Rabier (1906).
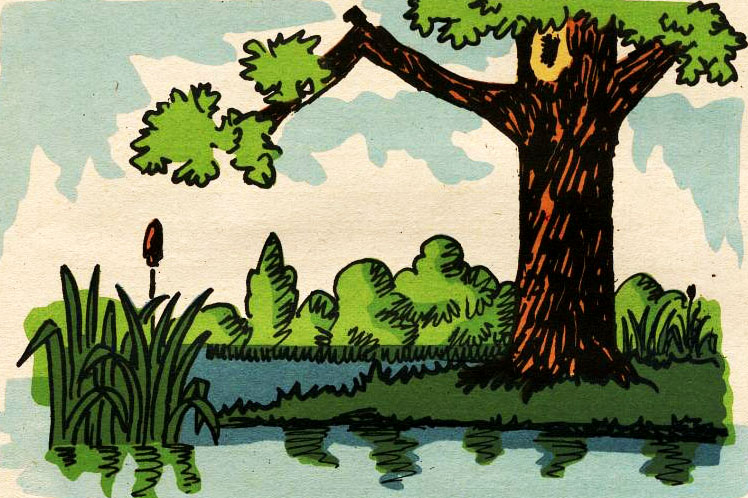
Illustration de André Hellé (1946).